# Comarca de Bayeux
A Comarca de Bayeux é uma comarca de terceira entrância.
Faz parte da 1ª Região localizada no município de Bayeux, no estado da Paraíba, Brasil, a seis quilômetros da capital.
Está integrada com as comarcas de João Pessoa, Cabedelo e Santa Rita.
No ano de 2016, o número de eleitores inscritos na referida comarca foi de 79 160.